# دکترین نظامی

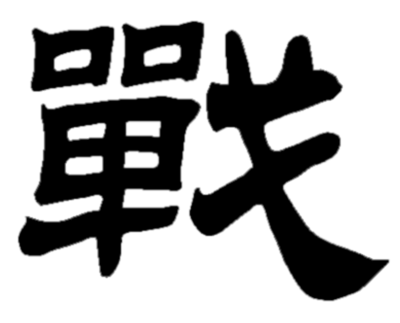
کلمه zhan که در لغت به معنای نبرد یا جنگ است.

دکترین نظامی چگونگی شرکت نیروهای نظامی در لشکرکشی‌ها، عملیات‌های عمده، نبردها و درگیری‌ها را به طور مختصر بیان می‌کند.
در واقع این دکترین راهنمای اعمال نظامی است و شامل قواعد سریع و تغییرناپذیر نمی‌شود. دکترین، یک چارچوب مرجع عمومی برای کل نیروی نظامی است که به استاندارد شدن عملیات‌ها و تسهیل آمادگی نیروها کمک می‌کند.
دکترین، تئوری، تاریخ، تجربه و تمرین را به هم پیوند می‌دهد. هدف آن گسترش ابتکار و تفکر خلاقانه است. دکترین برای نظام در حکم بدنه‌ای مقتدر از عباراتی است که روش هدایت نیروهای نظامی را مشخص می‌سازد و ادبیات خاصی برای طراحان و رهبران نظامی به دست می‌دهد.

## تعریف دکترین نظامی
تعریفی که ناتو از اصطلاح «دکترین نظامی» ارائه می‌دهد و توسط چندین کشور عضو نیز اقتباس شده است این طور بیان می‌کند: «اصول اساسی که نیروهای نظامی با استفاده از آن‌ها اعمال خود را در جهت اهداف خود هدایت می‌کنند را دکترین نظامی گویند. این دکترین نافذ است اما در عمل نیاز به تفسیر دارد.»
ارتش کانادا دکترین نظامی را به این شکل تعریف می‌کند:
«دکترین نظامی اصطلاحی رسمی برای اشاره به مجموعه‌ای از نظرات و دانش نظامی است که ارتش در زمان مناسب آن را می‌پذیرد. در این دکترین ماهیت نبرد، شیوهٔ آماده‌سازی ارتش برای نبرد و شیوهٔ درگیری در نبرد به منظور دستیابی به پیروزی مشخص می‌شود. این دکترین بیش از آن که دستوری باشد، توصیفی است و در زمان اجرا نیاز به تفسیر دارد. دکترین نظامی نه مرام خاصی را بنا می‌نهد و نه چک‌لسیتی برای دستورالعمل‌های نظامی ارائه می‌دهد بلکه به جای آن می‌کوشد راهنمای نافذ و معتبری در مورد شیوهٔ تفکر ارتش دربارهٔ جنگ و نه در مورد شیوهٔ درگیری باشد. از این رو صاحب‌نظران می‌کوشند که دکترین نظامی را به منظور هدایت فعالیت‌های نظامی تا جای ممکن صریح و روشن طراحی کنند و در عین حال آن را فراگیر سازند تا در شرایط گوناگون پاسخگو باشد.»
در بررسی ستادی که در دانشگاه هوایی نیروی هوایی ایالات متحده در سال ۱۹۴۸ (۱۳۲۶) انجام شده، دکترین نظامی به این شکل تعریف گردیده است: «آن دسته از مفاهیم، اصول، سیاست‌ها، تاکتیک‌ها، تکنیک‌ها، تمرین‌ها و فرایندهایی که لازمهٔ پیشرفت امور سازماندهی، تمرین، مجهزسازی و به‌کارگیری یگان‌های تاکتیکی و خدماتی است را دکترین نظامی گویند.»
گری شفیلد از دپارتمان مطالعات دفاعی کالج کینگ لندن و دانشکده فرماندهی و ستاد انگلستان تعریف جی اف سی فولر از دکترین نظامی را به عنوان «هدف اصلی یک ارتش» توصیف می‌کند.
در واژه‌نامه اصطلاحات سادهٔ نظامی حکومت شوروی، در برابر مدخل دکترین نظامی این تعریف آورده شده است: «سیستم نظریات علمی مورد قبول رسمی یک کشور در مورد ماهیت جنگ‌های مدرن و کاربرد نیروهای نظامی در آن‌ها... دکترین نظامی دو جنبه دارد: جنبه سیاسی-اجتماعی و جنبه فنی-نظامی.» جنبهٔ سیاسی-اجتماعی «شامل تمام پرسش‌هایی که در مورد روش‌شناسی، اقتصاد، پایه‌های اجتماعی و اهداف سیاسی جنگ مطرح می‌شوند» است و جنبهٔ فنی-نظامی باید با اهداف سیاسی سازگار باشد. این جنبه شامل «خلق ساختار نظامی، تجهیز فنی نیروهای مسلح، تمرین‌های آن‌ها و مشخصات شیوه‌ها و ابزارهای هدایت عملیات‌ها و جنگ به طور کلی» است.

## رشد دکترین

### بریتانیا
آیین‌نامه‌های خدمات رزمی در سال‌های ۱۹۰۹، ۱۹۱۷، ۱۹۲۳، ۱۹۳۰ و ۱۹۳۵ توسط وزارت جنگ چاپ شدند.

### امپراتوری آلمان و پروس
دکترین نظامی پروسی در ۱۷ ژوئن ۱۸۷۰ (۲۷ خرداد ۱۲۴۹) به عنوان دستورالعمل خدمات رزمی و تمرین یگان‌های بزرگتر منتشر شد. این دکترین در سال ۱۸۸۷ بازبینی و به‌روز شد و در سال ۱۸۹۳ به عنوان دستور خدمات رزمی ارتش آلمان توسط کارل کالتنبورن و استاچو به زبان انگلیسی چاپ شد. در سال ۱۹۰۸ نیز بار دیگر با عنوان آیین‌نامه‌های خدمات رزمی (Felddienst Ordnung) انتشار یافت.

### ایالات متحده آمریکا
وزارت جنگ ایالات متحده در فاصلهٔ بین جنگ‌های ناپلئونی و جنگ جهانی اول، دکترین نظامی را تحت عنوان آیین‌نامه‌های خدمات رزمی تعریف می‌کرد. همچنین بسیاری از افسران کتاب‌های راهنمای نظامی می‌نوشتند که توسط ناشران خصوصی همچون هاردیز تاکتیکس چاپ می‌شدند و مورد استفاده نیروی دولتی و نیروهای جنوب قرار می‌گرفت. تیمسار جرج بی مک‌کِلِلان در سال ۱۸۶۲ (۱۲۴۰) یک کتابچهٔ راهنما، آیین‌نامه و دستورالعمل برای خدمات رزمی سواره‌نظام نوشت.
ستاد کل فرماندهی مسئول تنظیم آیین‌نامه‌های خدمات رزمی شد. این آیین‌نامه‌ها در سال ۱۹۰۸ چاپ شدند. سپس در سال ۱۹۱۳ و ۱۹۱۴ بنابر تجربیات قدرت‌های اروپایی در ماه‌های اولیهٔ جنگ مورد بازبینی قرار گرفتند.
دکترین نظامی ارتش آمریکا تا سال ۱۹۴۱ تحت عنوان آیین‌نامه‌ها - عملیات‌های خدمات رزمی چاپ می‌شد. سپس این عنوان جای خود را به دستورالعمل خدمات رزمی ۵-۱۰۰ ایالات متحده داد.

## ارتباط بین دکترین و راهبرد
دکترین، راهبرد نیست. وزارت دفاع ایالات متحده آمریکا راهبرد را به طور رسمی به این شکل تعریف می‌کند: «راهبرد، نظریه یا مجموعه‌ای از نظریات سنجیده در مورد کاربرد ابزارهای قدرت ملی است که به شکلی هماهنگ و همگرا برای تحقق اهداف ملی و چندملیتی مورد استفاده قرار گیرند.»
راهبرد نظامی، منطقی بنیادی برای عملیات‌های نظامی ارائه می‌دهد. سپهبد ویسکونت آلنبروک فرمانده ستاد کل ارتش سلطنتی و رئیس کمیته مشترک ستاد ارتش انگلیسی-آمریکایی در بیشینهٔ زمان جنگ جهانی دوم، هنر راهبرد نظامی را به این شکل توصیف کرده است: «استنتاج رشته‌ای از اهداف نظامی از اهداف سیاسی؛ ارزیابی اهداف مذکور بنابر نیازهای نظامی که ایجاب می‌کنند و همچنین ارزیابی پیش‌شرط‌هایی که دستیابی به هر کدام از آن اهداف مسلتزم آن‌ها است؛ برآورد منابع بالقوه و بالفعل در مقابل نیازها؛ و در نهایت، طراحی الگوی منسجمی از اولویت‌ها و راهکارهای منطقی طبق این فرایند.»
حال آن که دکترین می‌کوشد تا چارچوبی مفهومی برای یک نیروی نظامی ارائه دهد:
- نیرو چگونه خود را تعریف می‌کند («ما که هستیم؟»)
- مأموریت آن چیست. («ما چه کار می‌کنیم؟»)
- مأموریت چگونه باید اجرا شود. («کارمان را چگونه انجام می‌دهیم؟»)
- در طول تاریخ مأموریت چگونه اجرا شده است («قبلاً چگونه آن را انجام می‌دادیم؟»)
- پرسش‌های دیگر

دکترین نیز به همین نحو نه جزو عملیات به شمار می‌رود و نه جزو تاکتیک است بلکه در واقع چارچوبی مفهومی است که تمام سه سطح جنگ (راهبرد، عملیات، تاکتیک) را هماهنگ می‌کند.
دکترین، آرا و نظرات افسران نظامی حرفه‌ای و تا حدی کمتر ولی با اهمیت زیاد نظرات رهبران غیرنظامی را منعکس می‌کند و مشخص می‌سازد که از نظر ایشان کدام اهداف را می‌توان یا باید از طریق نظامی به دست آورد و کدام یک را از روش‌های غیرنظامی.
از جمله عواملی که باید مد نظر قرار داد عبارتند از:
- فناوری نظامی
- جغرافیای ملی
- قابلیت‌های دشمنان
- قابلیت‌های سازمان‌های خودی[۱۰]